# Astragalus khwaja-muhammadensis
Astragalus khwaja-muhammadensis es una especie de planta del género Astragalus, de la familia de las leguminosas, orden Fabales.

## Distribución
Astragalus khwaja-muhammadensis se distribuye por Afganistán.

## Taxonomía
Fue descrita científicamente por Podl. Fue publicada en Mitt. Bot. Staatssamml. München vi. 570 (1967).